# フロリダ・フレイム
フロリダ・フレイム（Florida Flame）はNBAデベロップメント・リーグ（以下NBADL）に加盟しているプロバスケットボールチーム。本拠地はアメリカ合衆国フロリダ州フォートマイヤーズ。2006-07シーズン現在、活動停止中である。

## 歴史
2001年、NBADLの誕生に伴ってチームが設立された。当時のフランチャイズはサウスカロライナ州ノースチャールストン。その後チャールストンに移転した後、2004年には更にフロリダ州フォートマイヤーズに移った。2005-2006シーズンを最後にチーム活動は停止された。2007-08シーズンの復帰が見込まれている。

## 過去に所属した選手
- ジェラルド・グリーン（Gerald Green）
- スマッシュ・パーカー（Smush Parker）
- ドレル・ライト（Dorrel Wright）
- ジョージ・リーチ